# Nogolotka siwa
Nogolotka siwa, żaba siwa (Chiromantis xerampelina) – gatunek płaza bezogonowego z rodziny nogolotkowatych (Rhacophoridae). Zamieszkuje południową i wschodnią Afrykę.

## Występowanie
Takson często spotykany w różnych typach siedlisk południowej i wschodniej Afryki – na sawannach, w lasach, na obszarach krzewiastych, łąkach, gruntach rolnych, pastwiskach i obszarach podmiejskich. Występuje w Angoli, Tanzanii, Kenii, Botswanie, Malawi, Namibii, Zambii, RPA i Zimbabwe. Jest jedynym przedstawicielem rodzaju Chiromantis żyjącym na południu Afryki. Nogolotka siwa chętnie żyje blisko osiedli ludzkich, gdzie poluje na owady zwabione sztucznym oświetleniem.

## Morfologia

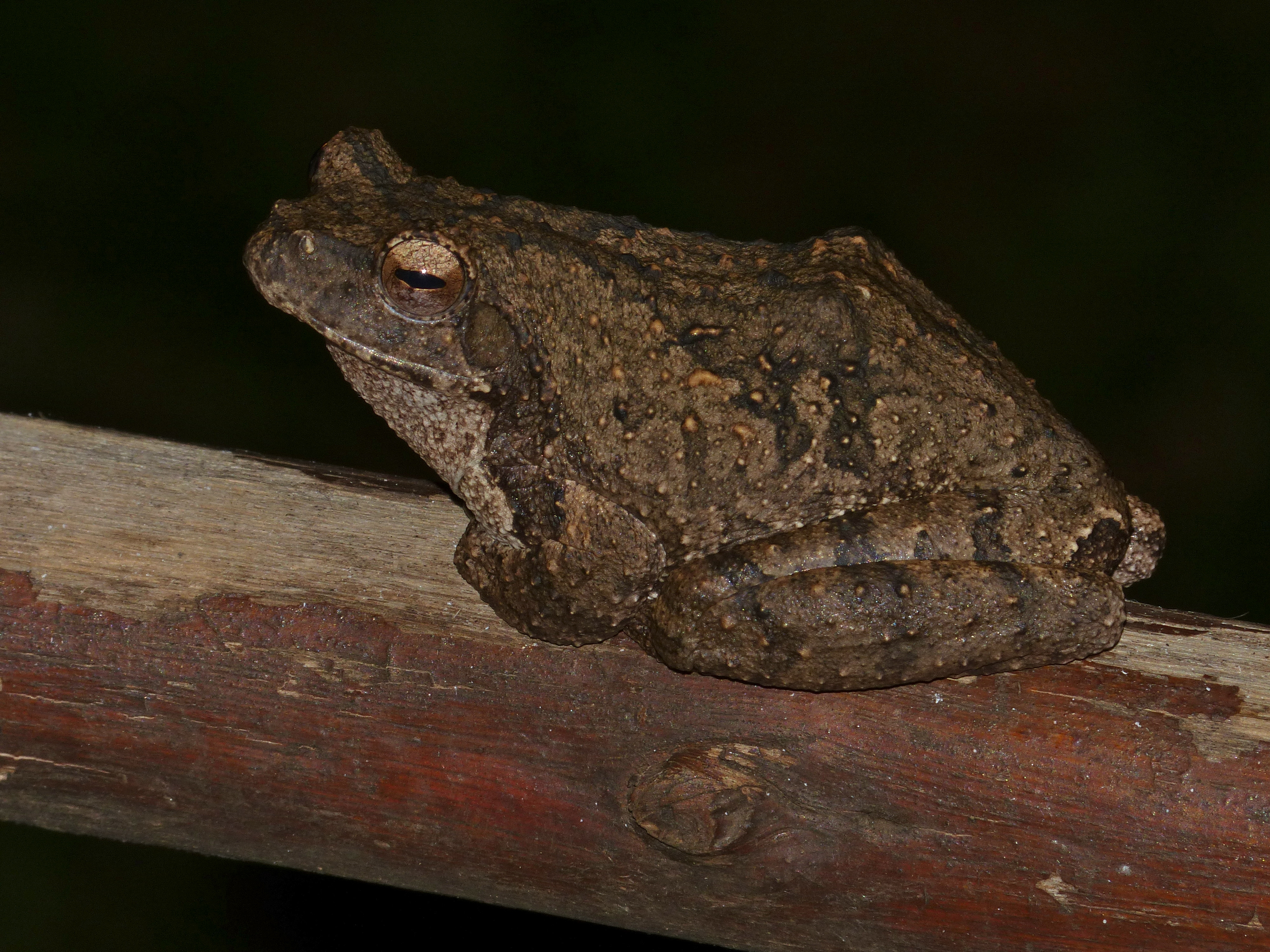
Nogolotka siwa na gałęzi

Płaz średniej wielkości; samce osiągają od 4 do 7,5 cm, samice od 7,5 do 10 cm. Ma jednolite siwobrązowe, czasem białe ubarwienie. Palce przednich odnóży są przeciwstawne pozostałym (cecha wyłącznie afrykańskich nogolotkowatych). Pomiędzy palcami znajduje się błona pławna.

## Ekologia i zachowanie
Głos
Głos składa z się z nieregularnych przytłumionych rechotów i pisków.
Pokarm
Odżywia się głównie owadami, pająkami, wijami, stabilizując ich populację.
Rozmnażanie się i rozwój

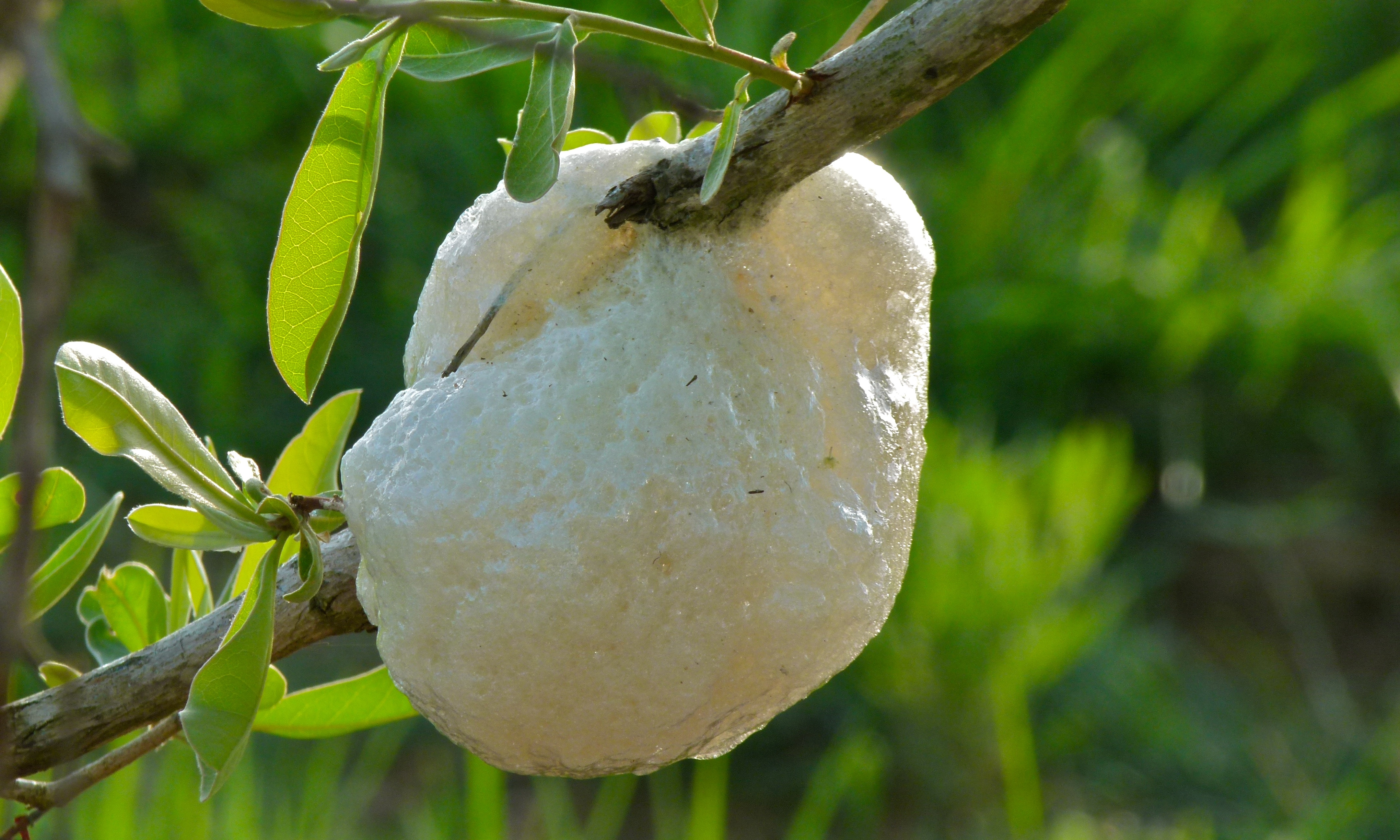
Gniazdo płaza

Płazy te nie odbywają godów w wodzie i żyją w niej tylko za czasów młodości. Dorosłe osobniki rzadko i niechętnie pływają. W czasie godów zbiorowo składają skrzek na gałęziach i liściach drzew blisko wody. Jedna samica może złożyć 1000 ziaren skrzeku. Uformowana, pienista kula ze skrzeku i nasienia twardnieje, a w jej środku rozwijają się kijanki. Następnie larwy są spłukiwane z pierwszym deszczem, podczas pory deszczowej, w toń wody.

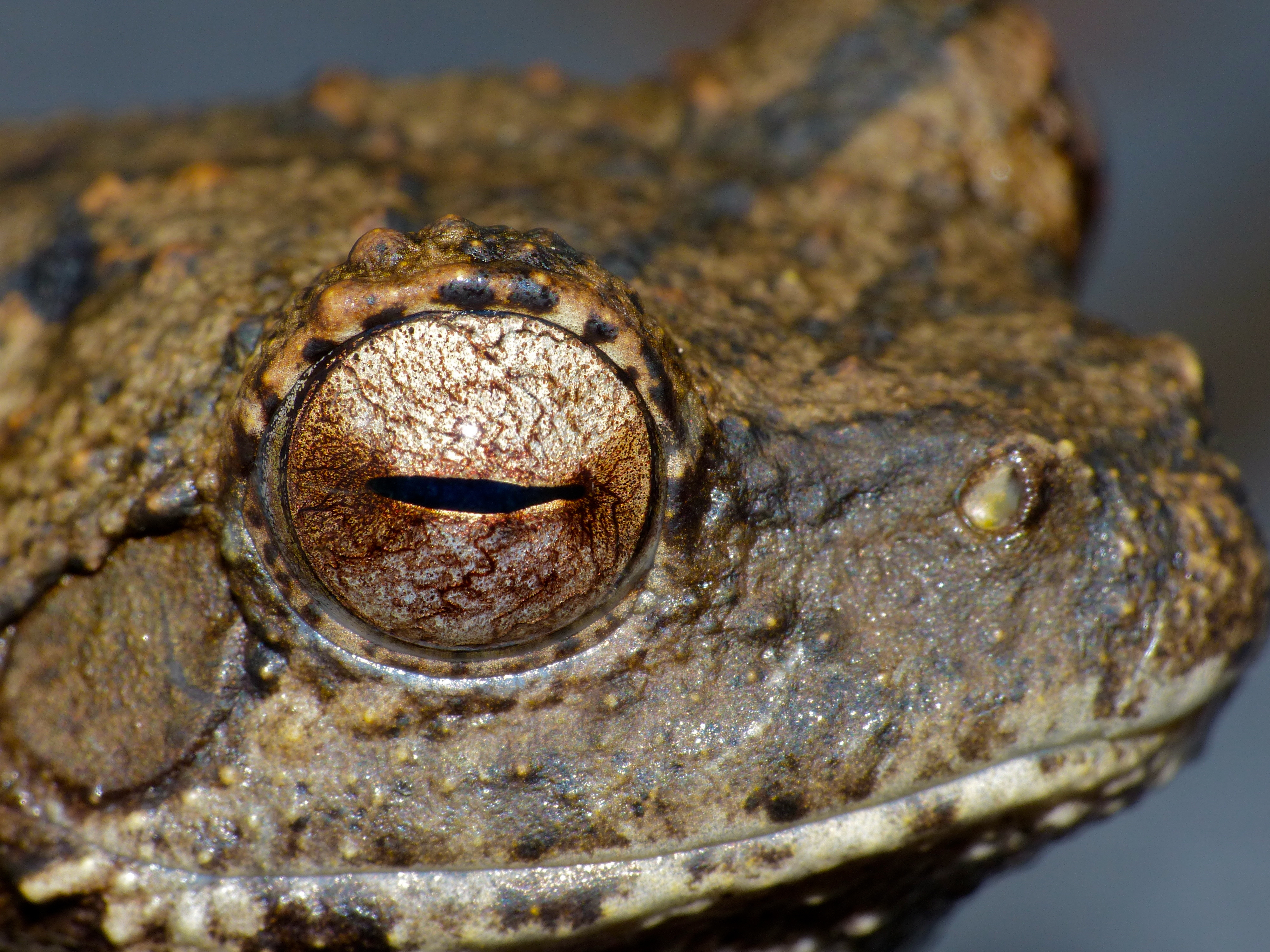
Oko nogolotki siwej w zbliżeniu

## Status
Międzynarodowa Unia Ochrony Przyrody uznaje nogolotkę siwą za gatunek najmniejszej troski (LC – Least Concern). Liczebność populacji nie jest znana, podobnie jak jej trend, jednak płaz ten opisywany jest jako bardzo liczny. Niekiedy spotykana jest w handlu międzynarodowym, jednak w ilościach nie stanowiących zagrożenia dla gatunku.